# Cerilhac
Serelhac (en francès Sérilhac) és un municipi francès situat al departament de la Corresa i a la regió de la Nova Aquitània.

## Demografia
| 1962                                       | 1968 | 1975 | 1982 | 1990 | 1999 | 2007 |
| ------------------------------------------ | ---- | ---- | ---- | ---- | ---- | ---- |
| 412                                        | 365  | 352  | 313  | 308  | 314  | 291  |
| Des de 1962: població sense dobles comptes |      |      |      |      |      |      |

## Administració
| Període   | Identitat               | Partit |
| --------- | ----------------------- | ------ |
| 2001-2008 | Nathalie Laborde-Bressy |        |
| 2008-     | Denis Lonchambon        |        |